# Alfa Romeo P2
Alfa Romeo P2 byl automobil, který byl navržen a vyroben jako dvoumístný závodní vůz. V letech 1924-25 se jednalo o nejúspěšnější vůz v závodech Grand Prix. Byl stále inovován až do roku 1930 zvláště po motorické stránce. Byl to jeden z ikonických vozů závodů Grand Prix dvacátých let, spolu s Bugatti Type 35, a umožnil Alfě Romeo jako mistrům světa 1925 začlenit do svého loga vavřínový věnec.

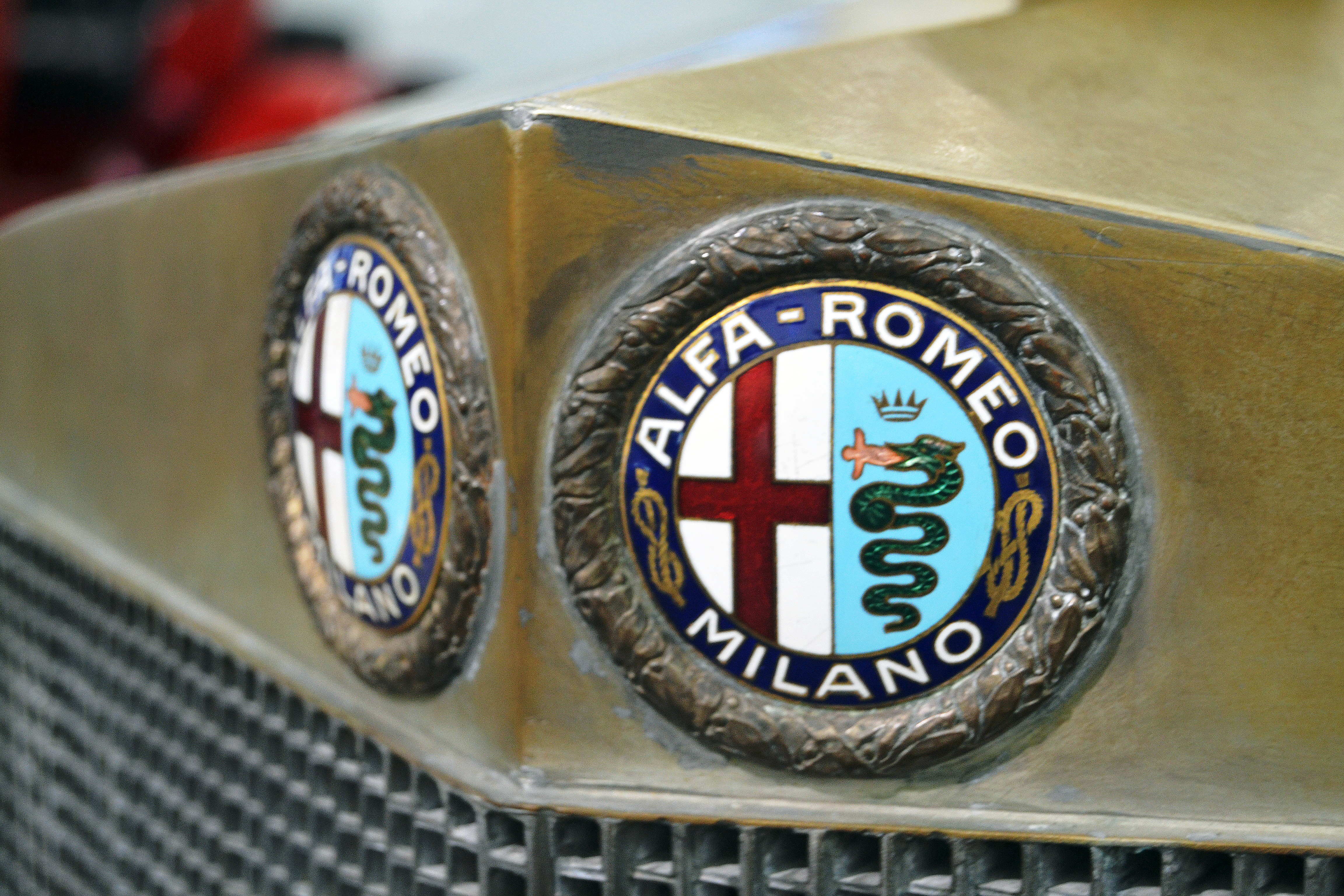
Logo Alfa Romeo z roku 1925 po získání titulu mistrů světa

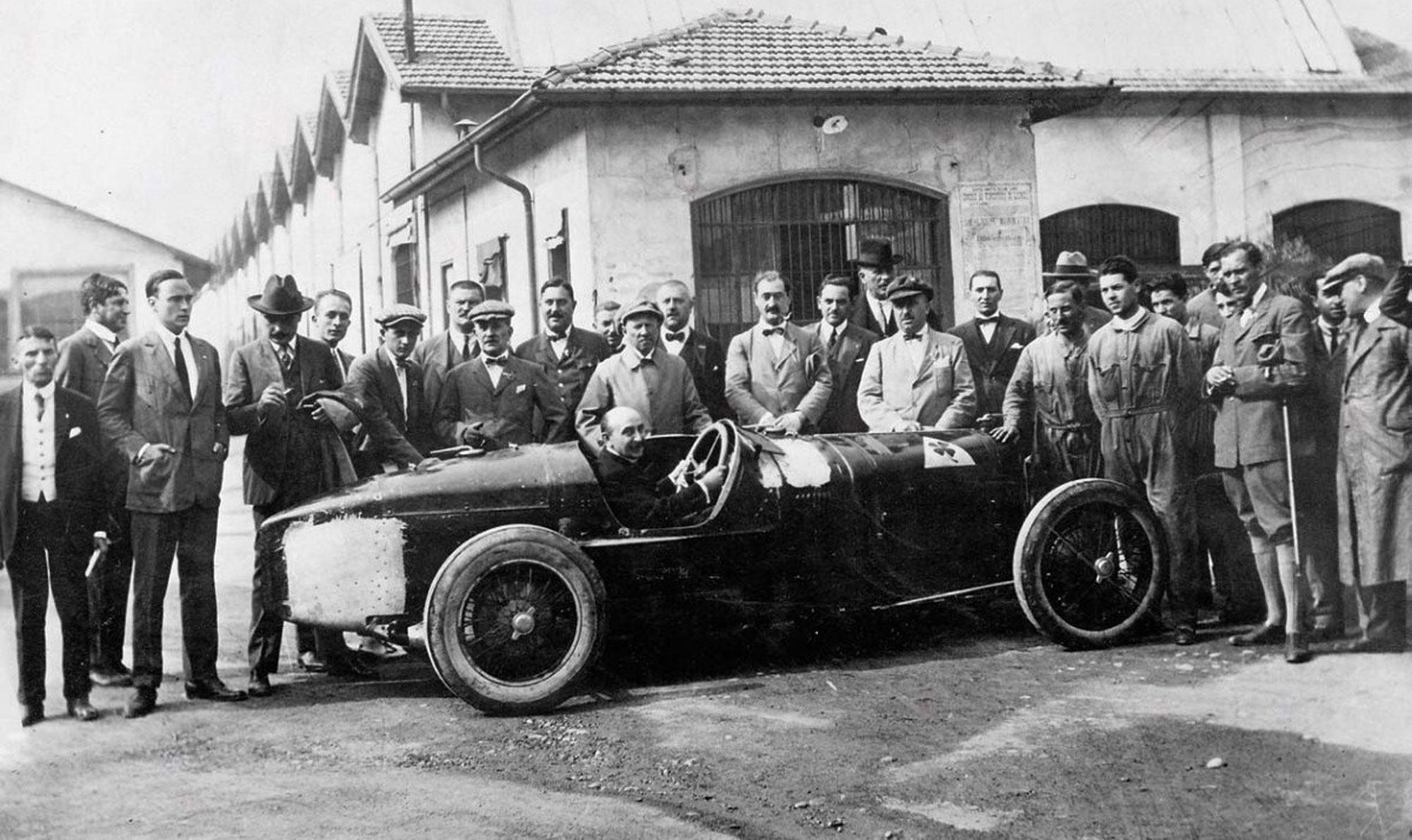
Nicola Romeo za volantem nové Alfa Romeo P2 (květen 1924)

## Vznik a vývoj
Vůz byl prvním výtvorem nového designéra Alfy Romeo Vittoria Jana, kterého k odchodu z Fiatu přesvědčil nikdo jiný než Enzo Ferrari. Ing. Nicola Romeo v roce 1915 získal většinový podíl a vedoucí pozici ve firmě A.L.F.A. sídlící v milánské čtvrti Portello. V roce 1918 převzal celou firmu a jeho podniky se přejmenovaly na „Società Anonima Italiana Ing. Nicola Romeo“. V roce 1920 byla firma přejmenována na současný název Alfa Romeo.
V roce 1923 N. Romeo v podstatě zastavil vývoj a výrobu modelu Alfa Romeo P1 (též GPR - Gran Premio Romero) konstruktéra Giuseppe Merosiho (zdvihový objem 1990 ccm při vrtání 65 a zdvihu 100 mm, 6válcový řadový motor s rozvodem OHC a o výkonu 70 kW/95 k při 5000 ot/min bez kompresoru a 84,5 kW/115 k při 5000 ot/min s přeplňováním). Při tréninku před Velkou cenu Evropy v Monze Campari a Ascari s touto novou Alfou Romeo pilně trénovali. Ascari dokončil své nejrychlejší kolo za 3:58 min, průměrnou rychlostí 151 km/h, což byl pro nový vůz skvělý a nečekaný výkon. Při sobotním tréninku však došlo ke smrtelné nehodě zkušebního jezdce Uga Sivocciho, což zastavilo uvedení nového vozu. Vedení Alfy Romeo vydalo oznámení, že stahuje své vozy ze závodu jako projev úcty k úmrtí jezdce. Ve Velké ceně Evropy 6. září 1923 zvítězil Carlo Salamano před Felice Nazzarem (oba na Fiatu 805).
Konstruktér Guiseppe Merosi Alfu Romeo poté opustil. I v těchto zdánlivě romantických dobách účinkovaly ryze pragmatické metody a tak Romeo nabídl Janovi dvojnásobný plat, než jaký mu dával Fiat a nové partnerství bylo na světě. Nový šéfkonstruktér Vittorio Jano  v říjnu 1923 nastoupil do Alfy Romeo a během několika měsíců navrhl nový vůz pro závody v roce 1924. Vůz byl pojmenován Alfa Romeo P2. V březnu 1924 běžel první motor na zkušební stolici, prototyp byl hotov v květnu a první silniční testy proběhly 2. června 1924 v Portellu, testovacími jezdci byli Giuseppe Campari a Antonio Ascari. Poté byl vůz definitivně nalakován a odvezen do Monzy. Pak byl ještě otestován v Monze a také na 50,9 km dlouhé silnici Parma-Poggio de Berceto, kde se jezdil známý závod do vrchu s výškovým rozdílem přes 1200 m. Závodní debut si vůz odbyl na rychlém okruhu Cremona (asi 100 km od Milána), důležitém zkušebním závodu v rámci přípravy na nadcházející Grande Épreuves (doslova Velké zkoušky, zde jako závody nejvyšší kategorie).

## Popis vozu
Motor byl osmiválcový přeplňovaný dvoulitr s rozvodem DOHC. Místo použití dvou bloků po čtyřech válcích vytvořil Jano čtyři sekce po dvou litinových blocích pro snadnost konstrukce a vyšší spolehlivost. Integrální hlavy měly dva ventily na válec, ovládané dvěma vačkovými hřídeli v hlavě. Zapalování magnetem, mazání tlakovou pumpou.
Při vrtání 61 mm a zdvihu 85 mm činil zdvihový objem 1987 cm³. Původní výkon motoru v roce 1924 činil 99 kW/135 k při 5200 ot/min. Dalšími úpravami ještě v roce 1924 byl výkon zvýšen na 107 kW/145 k při 5500 ot/min. Později byl v roce 1929 ještě dále zvýšen na 114 kW/155 k při 5500 ot/min a posléze pro rok 1930 na 129 kW/175 k při 5500 ot/min (i když s převrtanými válci na 61,5 mm - objem válců vzrostl za 2006 cm³, model P2-30). Motor byl s dvojitou klikovou skříní, pevnými ocelovými hlavami a ozubeným převodem. Kliková hřídel motoru z tvrzené oceli byla nesena v 10 válečkových ložiscích. Převodovka v bloku s motorem, spojka čtyřstupňové převodovky byla suchá, lamelová.

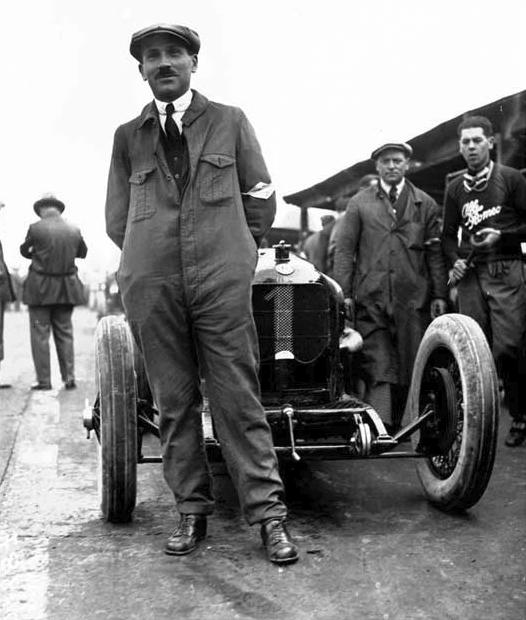
Vittorio Jano před Alfou Romeo P2 v Monze (říjen 1924)

Přeplňovaný motor byl vybaven dvourychlostním kompresorem Roots, za kterým byl umístěn karburátor Memini-Valenti. Od srpnového závodu v Lyonu byly motor a vůz P2 pro říjnovou Monzu upraveny instalací dvou karburátorů Memini místo jednoho, čímž byl zvýšen výkon ze 135 k při 5200 ot./min na 145 k při 5500 ot./min. Kvůli vyšší spotřebě paliva bylo nutné upravit palivové a olejové nádrže.
Podvozek byl na tu dobu standardní, rám z lisované oceli byl obdélníkový, žebřinového uspořádání s podélníky a příčníky. Nosníky byly tvarovány tak, aby kopírovaly karoserii. Kompletně vybavený vůz měl hmotnost 747 kg. Přední i zadní nápravy byly tuhé, odpruženy poloeliptickými péry a tlumeny třecími tlumiči Hartford. Byly brzděny bubnovými brzdami na všech čtyřech kolech a ovládány byly nožní a ruční brzdou. Poháněnou byla zadní náprava.
Karoserie byla se dvěma odstupňovanými sedadly, mohla být vybavena aerodynamickou ocasní částí nebo kufrem se dvěma rezervními koly. P2 měl dva styly karoserie využívající buď odříznutou nebo prodlouženou záď. V přední části u chladiče byla zaoblená a pro zlepšení aerodynamiky měla i kapotovaný spodek.
Pro sezónu 1930 byl podvozek u tří původních P2 upraven tak, aby vyhovoval přední a zadní nápravě s rozšířeným rozchodem pocházejícím z nové řady 6C, doplněným o komponenty řízení a brzd, pohybujícím se listovým pružinám a jejich upevňovacím bodům; zejména přední byly umístěny vně podélníků a spojeny příčkou, zatímco zadní byly umístěny mimo karoserii, rovněž spojeny příčkou spolu s třecími tlumiči. Namontovány byly nové brzdové a řídicí systémy odvozené od Alfa Romeo 1750 Gran Sport. Byla upravena i přední maska chladiče, oválný tvar byl změněn na plochý a byl mírně skloněný vzad. Takto upravený vůz dostal typové označení P2-30. Model P2-30 měl rozšířený rozchod kol na 1380 mm vpředu i vzadu, byla zvýšena hmotnost vozu na 780 kg.

## Sportovní úspěchy
- 1924

Dvoumístný model P2 představila Alfa Romeo (stáj SA Italiana Ing. Nicola Romeo & C) na okruhu v Cremoně (Circuito di Cremona) v Lombardii při závodě konaném v pondělí 9. června 1924. Závod v délce 321,9 km (200 mil) vyhrál Antonio Ascari v čase 2:02:03,8 h, v průměrné rychlosti 158,2 km/h. Současně zajel i nejrychlejší kolo závodu v 1. kole za 23:17,0 min (162,3 km/h). Ascari předjel všechny ostatní závodníky nejméně dvakrát o kolo, první z nich dorazil do cíle po téměř 55 minutách. Součástí závodu na 200 mil byl poprvé měřený rychlostní úsek s délkou 10 km (s letmým startem) na 18kilometrové rovince, která vedla na západ, začínala v San Antoniu u Pessiny Cremonese, míjela Gadesco a končila před Cremonou. Na počátku a konci 10 km měřeného úseku byly 4 km úseky pro rozjezd a další 4 km přímého úseku po „metě“. Rovinka 18 km dlouhá byla součástí okruhu a všechny vozy byly měřeny v každém kole, když projížděly měřeným 10 km úsekem. Ascari dosáhl na měřeném úseku rychlosti 195,016 km/h. První start tak byl proměněn v první, velkolepé vítězství.

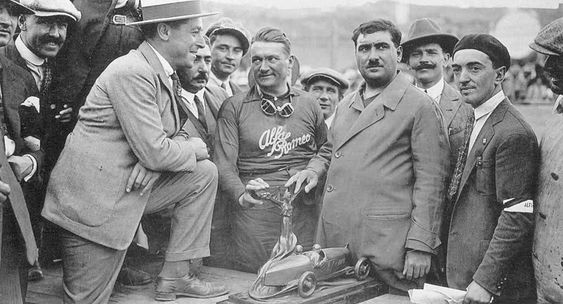
Giuseppe Campari (s malým knírem) a s vítěznou cenou za GP Evropy. Antonio Ascari vedle něj se svetrem "Alfa Romeo" (srpen 1924).

Ostrým startem tří vozů P2 byla Velká cena Evropy, která se jela 3. srpna 1924 na okruhu ve francouzském Lyonu v závodě dlouhém 810 km. A Giuseppe Campari s Alfou Romeo P2 vyhrál v průměrné rychlosti 114,2 km/h. Spolujezdce mu dělal mechanik Attilio Marinoni. Druhý start - druhé vítězství. To doplnil Louis Wagner s mechanikem Sozzim 4. místem, pouze Antonio Ascari s mechanikem Ramponiim závod nedojel pro poruchu motoru (prasklý blok) v předposledním, 34. kole. Ascari v podstatě celý závod jezdil v čele. K závodu byl přihlášen na P2 i čtvrtý jezdec Enzo Ferrari, ale na startu se neobjevil. Tohoto závodu se zúčastnila i početná "delegace" československých závodníků a manažerů v čele Milošem Havlem, který akci financoval, a dále Čeněk Junek, Antonín Kumpera s bratrem Vítězslavem, Vincenc Desenský, Josef Nehyba, odpovědný redaktor Auta dr. ing. Ervín Pauček atd.
Třetím startem v roce 1924 byla Velká cena Itálie 19. října, která se jela na 800 km v Monze. Tovární stáj SA Ital. Ing. Nicola Romeo vyslala do závodu 4 vozy, které řídili Antonio Ascari, Giuseppe Campari, Louis Wagner a Ferdinando Minoia. Démonické vozy P2 po 80 kolech opět triumfovaly, obsadily prvá 4 místa a žádný jiný z dalších 8 vozů do cíle nedojel. Vyhrál Ascari, druhý skončil Wagner, třetí byl Campari společně s Presentim, protože v průběhu závodu totiž Campari náhle ochuravěl, a proto byl vystřídán náhradním řidičem. Konečně na 4. místě dojel Minoia. V obou závodech Grande Épreuves (Lyon, Monza) vozy Alfa Romeo bezkonkurečně zvítězily. 
- 1925

V roce 1925 bylo uspořádáno první Mistrovství světa v historii automobilových závodů, seriálu který mezinárodní automobilová federace AIACR potom pořádala v letech 1925 až 1930. Bylo to mistrovství světa  výrobců, nikoli jezdců. Alfa Romeo s typem P2 (model pro rok 1925) toto zahajovací mistrovství světa automobilů vyhrála. Do mistrovství se započítávaly závody delší než 800 km: Indianapolis 500, Grand Prix Evropy (v belgickém Spa), Grand Prix Francie (Montlhéry) a Grand Prix Itálie (Monza). Bodování bylo velmi odlišné od zvyklostí současné formule 1. Bodovalo se takto: 1 bod = za 1. místo, 2 = za 2. místo, 3 = za 3. místo, 4 = všechny vozy, které dojely do cíle, 5 = nedokončili a 6 bodů pro nestartující. 

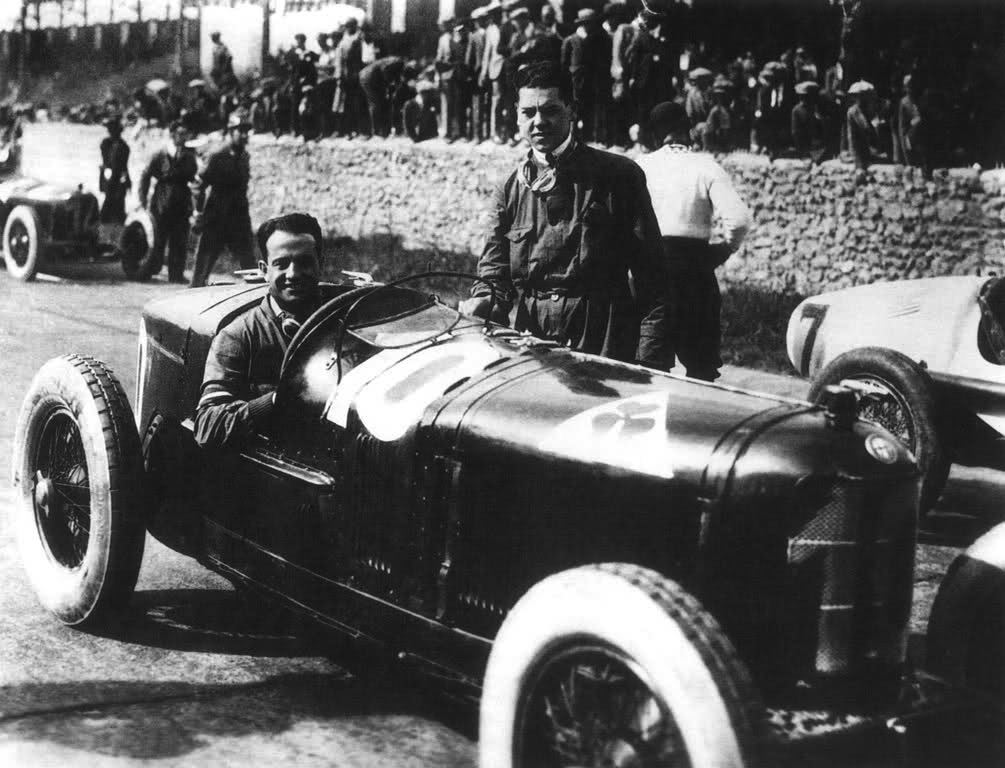
Pete de Paolo a Attilio Marinoni, 5. místo s P2 na Monze (září 1925)

Alfa Romeo vynechala první závod v Indianapolis. AIACR si uvědomovala, že do Ameriky se vydá jen několik evropských výrobců, protože evropská auta by byla kvůli své odlišné konstrukci znevýhodněna oproti americkým jednomístným vozům. Stejně tak bylo sporné, zda americká auta pojedou do Evropy, protože jejich úzké vozy nebudou odpovídat evropským pravidlům. Proto se AIACR rozhodla udělit body pouze ve třech nejúspěšnějších závodech ze čtyř naplánovaných. V Grand Prix Evropy v belgickém Spa Alfa Romeo zvítězila. Na belgickém okruhu Spa-Francorchamps se 28. června konal 3. ročník Grand Prix d'Europe. Třetí Velká cena Evropy a současně jako Velká cena Belgie byla první akcí, která se konala ve Spa-Francorchamps pro závodní vozy Velkých cen. Ascari vedl 800 kilometrů dlouhý závod od prvních kol. Campari zde dojel druhý. Obě Alfy v podstatě zvítězily systémem start-cíl a byly to jediné dva vozy, které dojely do cíle. Třetí vůz řízený hrabětem Gastonem Brilli-Perim odpadl v polovině závodu pro zlomenou pružinu ventilu.
Poprvé okamžik, kdy vůz P2 zklamal své příznivce, nastal při Velké ceně Francie 26. července na okruhu v Linas-Montlhéry (Autodrome de Linas-Montlhéry). Tento závod se jel na vzdálenost 1000 km (80 kol po 12,5 km). Vůz P2 nezklamal své příznivce výkonem, ale tragickou smrtí Antonia Ascariho. Ascari, který vedl od prvního kola, průběžně zvyšoval svůj náskok a Campari na něj ztrácel každé kolo kolem 12 vteřin. Ve 20. kole asi po dvou hodinách závodu začalo mírně pršet. Ve 23. kole Ascari dostal smyk v zatáčce u Saint-Eutrope, vůz opustil trať a několikrát se převrátil. Při druhé otočce byl Ascari vymrštěn z vozu a po dopadu se vážně zranil. Bez ohledu na Ascariho havárii závod pokračoval a Campari pak držel vedení až do 40. kola. Během 40. kola, dvě hodiny po Ascariho nehodě, reproduktory na trati oznámily, že Ascari zemřel při cestě do nemocnice. Campari odstoupil ze závodu a Alfa Romeo své vozy stáhla. Do tabulky dostala 5 bodů za nedokončený závod.
Alfa Romeo vyslala své vozy P2 až do Velké ceny Itálie, která se jela v Monze 6. září. Campari se okamžitě ujal vedení následovaný Kreisem (Duesenberg), Brilli-Perim (P2) a Američanem De Paolem (P2), který nahradil tragicky zemřelého Ascariho. Campari vedl až do 32. kola, kdy po zastávce v boxech se nechal vyměnit rezervním jezdcem Minozzim. V 40. kole Minozzi (na voze Campariho) zastavil v boxech a byl nahrazen Sozzim. V 57. kole Sozzi zastavil v boxech a řízení opět převzal Campari (odjel dohromady 55 kol z 80). Po více než 5 hodinách Campari/Minozzi/Sozzi dojeli na 2. místě o téměř 20 minut za vítězným kolegou Gastonem Brilli-Perim (oba Alfa Romeo P2). Pátý dojel na P2 Pete De Paolo (vítěz 500 mil Indianapolis 1925 na Duesenbergu) s mechanikem Marinonim.
V tabulce Mistrovství světa 1925 zvítězila Alfa Romeo se 7 body, před Delage, Duesenbergem a Bugatti. Po sezoně prodala firma Alfa Romeo svoje dvoulitrové vozy P2 soukromníkům, protože od roku 1926 vstoupila v platnost nová formule s motory do 1,5 l.
- 1926-1927

Alfa Romeo v roce 1926 v podstatě nezávodila, protože neměla 1,5 l vůz schopný konkurence. Pouze Campari se objevil v červenci na rychlostním testu ve Freiburgu. To bylo 31. července a na Dni rekordů Campari vyhrál třídu závodních vozů do 2 l se soukromou Alfou Romeo P2 v čase 18,15 vt., což odpovídá rychlostnímu průměru 198,35 km/h. To byl nejlepší čas dne motocyklů i automobilů. Jeho výkon byl uznán za německý rekord.
V roce 1927 byly pořádány i závody tzv. volných formulí mimo mistrovství světa, kde pořád platila formule do 1,5 l. Giuseppe Campari toho využil a na Alfa Romeo P2 6. srpna zvítězil v Coppa Acerbo (Grand Prix Pescary). V tomto závodě Campari po téměř 5hodinovém závodu vyhrál a také zajel ve 3. kole (okruh měřil 25,5 km) nejrychlejší kolo závodu v čase 13:32,4 min. tzn. 113 km/h. O týden později se zúčastnil (13.-14. srpna) závodu do vrchu Klausen (Klausen Pass) za účasti 171 přihlášených konkurentů. Proslavený závod, jenž vzbuzoval pozornost celého automobilového světa, měl trať počínající v Linthalu (Glarus) a končil těsně pod vrcholem průsmyku Klausen. Start byl ve výši 664 m n. m., cíl pak ve výši 1937 m n. m., výškový rozdíl činil 1237 m na trati 21,5 km dlouhé. Průměrné stoupání 6,21 %, nejvyšší pak 8,5 %. V závodních vozech (kat. do 2 l) zvítězil Campari na závodní Alfě P2 v čase 17:42 min. V celkovém pořadí bez rozdílu kubatur zvítězil Louis Chiron na Bugatti T35B v čase 17:28 min. Ve Velké ceně Milána, která se uskutečnila 4. září na okruhu v Monze a jela se na 4 rozjížďky (50 km), ze kterých první 3 závodníci postupovali do finálové jízdy. Campari v 3. rozjížďce obsadil 2. místo a stejné 2. místo získal s P2 i ve finálové jízdě za Pietrem Bordinem na novém Fiatu 806. Bordino se zabil o sedm měsíců později (15. dubna 1928) při závodu v Alessandrii.
- 1928

V tomto roce CSI (Mezinárodní sportovní výbor) AIACR rozhodl o nové formuli bez omezení zdvihového objemu motoru (formula Libre). Vozy však musely vážit mezi 550 a 750 kg. Minimální závodní vzdálenost závodu byla stanovena na 600 km. Brzy se ukázalo, že CSI vytvořila nepřijatelnou formuli. Čtyři země: Francie, Německo, Španělsko a Belgie zrušily své Grand Prix a místo toho uspořádaly akce sportovních vozů. V březnu 1928, když i Velká Británie odmítla pořádat evropskou Grand Prix, byla pouze Itálie připravena převzít závod, který se pak konal v Monze, současně i jako Velká cena Itálie. Nová kritéria vůz P2 více méně splňoval, přesto se zúčastňoval i závodů, kde nová formule nebyla uplatněna.
Další vítězství Campari do sbírky připojil ve Velké ceně Pescary (Coppa Acerbo) na Alfa Romeo P2 4. srpna. Na Velké ceně Evropy, která se jela 9. září v Monze na 600 km, dojel Campari společně s Varzim na 2. místě za Chironem (Bugatti T35C). Tyto závody odjel Campari jako soukromý jezdec s jistou podporou továrny. Po sezoně prodal Campari svůj P2 Achille Varzimu.
- 1929

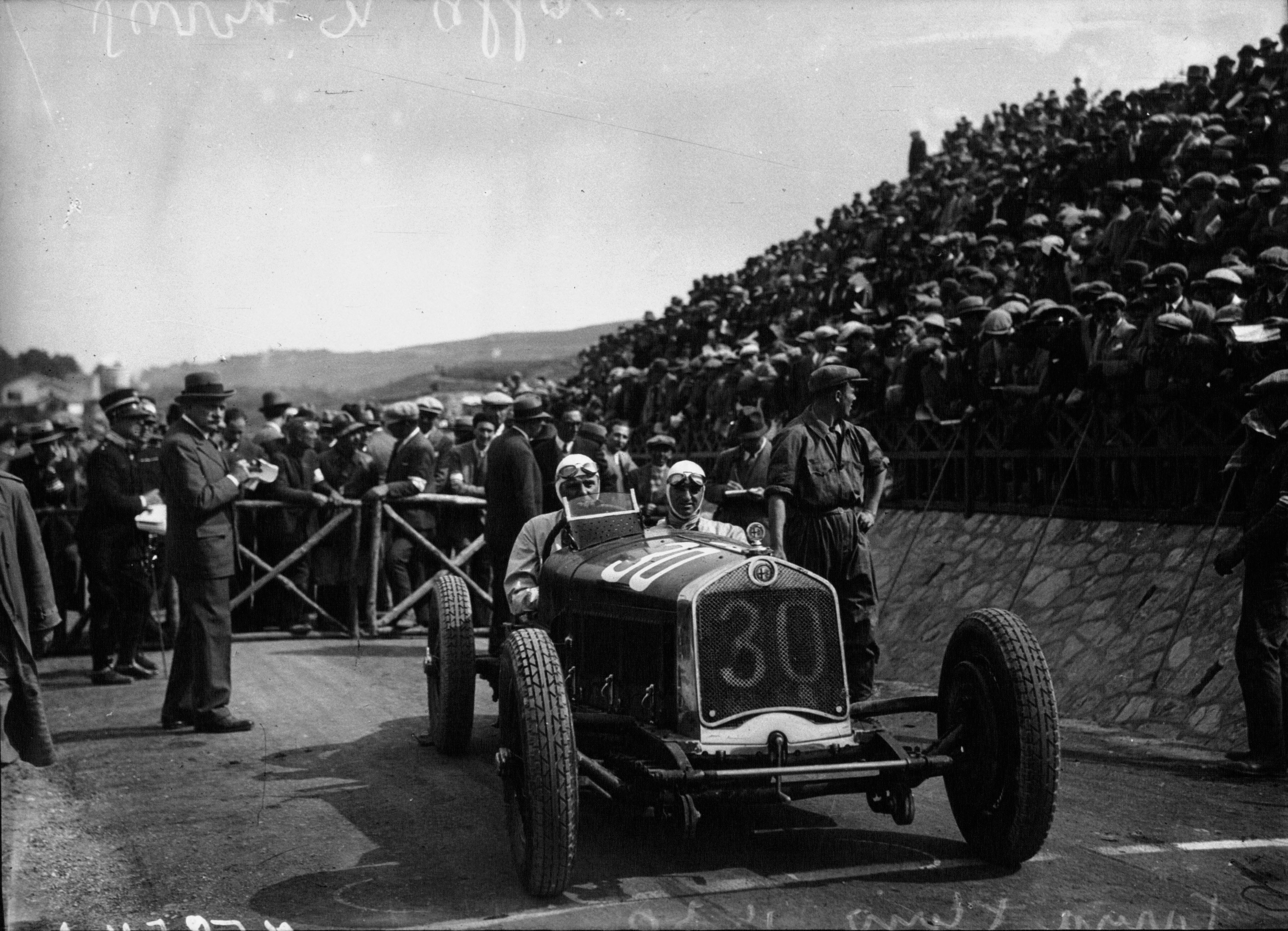
Achille Varzi (Alfa Romeo P2-30) na Targa Florio (1930)

V tomto roce dosáhl vůz Alfa Romeo P2 s upraveným výkonem motoru dalších 6 vítězství ve Velkých cenách  (4 Varzi a 2 Brilli-Peri), a i proto se Varzi stal italským šampionem za rok 1929. Během italské závodní sezóny v roce 1929 dosáhl Varzi s P2 vítězství.v závodě Coppa Pietro Bordino v Alessandrii 21. dubna (nejrychlejší kolo závodu v 1. kole za 17:24,8 min, tj. 110,3 km/h), na okruhu Tři fontány ve Velké ceně Říma 26. května v rekordním čase 3:03:10,2 h a v průměrné rychlosti 128,692 km/h, kde zvítězil a překonal rekord Chirona z roku 1928. Na okruhu Montenero u Livorna 21. července v závodě Coppa Ciano zvítězil Varzi opět v rekordním čase a v průměru 87,175 km/h. V tomto závodě Gastone Brilli-Peri s P2 dojel jako pátý. Na oválu v Monze při Velké ceně Monzy (15. září) zvítězil na P2 Achille Varzi a Gastone Brilli-Peri skončil na 4. místě. Na závěr sezony připojil Brilli-Peri další 2 vítězství na 2 velkých cenách, 29. září se jel závod 200 mil Cremona, kde zvítězil Brilli-Peri před Varzim (oba P2) a 17. listopadu Velká cena Tunisu na okruhu Bardo, kde si Brilli-Peri vítězství s Alfou Romeo P2 po Cremoně zopakoval. Na okruhu v Cremoně byla opět měřena rychlost na 10 km dlouhém úseku. Při tomto měření Brilli-Peri s P2 dosáhl rychlosti 223,400 km/h, to je o 28 km/h rychleji, než dosáhl Ascari v roce 1924. Alfa Romeo koncem roku zakoupila od soukromých jezdců zpět 3 vozy P2 (Varzi, Brilli-Peri a z Argentiny pro novou stáj Scuderia Ferrari) a dále je modernizovala. Po této úpravě se vozy označovaly jako P2-30.
- 1930

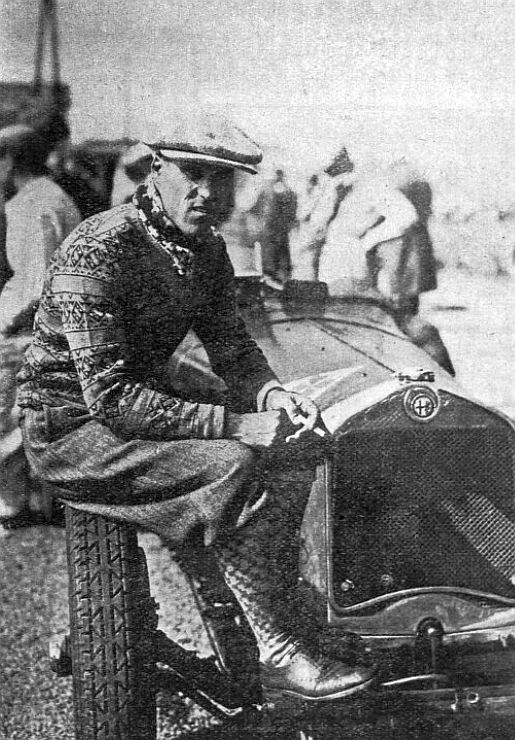
Tazio Nuvolari s Alfa Romeo P2-30 (Masarykův okruh 1930)

Sezonu zahájil Achille Varzi 21. dubna vítězstvím v Coppa Pietra Bordina na paměť znamenitého automobilového závodníka v závodě o Bordinův pohár v Alessandrii. To jel jako soukromý jezdec s Alfou P2 a mimo přesvědčivého vítězství (téměř o 5 minut) zajel i nejrychlejší kolo závodu.
Do 21. ročníku Targa Florio se přihlásila celá francouzská ekipa Bugatti (4 tovární a 1 soukromý vůz), aby bojovala proti továrním týmům Alfa Romeo, Officine Alfieri Maserati a Officine Mecchaniche SA a mnoha nezávislým jezdcům (mj. i Otakar Bittmann), celkem bylo na startu 17 vozů. Závod konaný 4. května se vyvinul nejen v souboj mezi Alfou Romeo a Bugatti, ale spíše v gigantickou bitvu dvou mužů: Varziho a Chirona. Po téměř sedmi hodinách v hornaté Madonii to skončilo těsným, ale zaslouženým vítězstvím Varziho, méně než dvě minuty před Chironem. Varzi na tovární Alfa Romeo P2-30 všechny potíže během závodu překonal, ve své pravděpodobně nejvýraznější jízdě vůbec. Ukončil tak 5letou šňůru vítězství Bugatti, když slavně vyhrál Targa Florio, a také zde zajel v rekordním čase nejrychlejší kolo závodu. To, v co doufaly desetitisíce fanoušků, se stalo skutečností. Vítězství si odnesl italský řidič v červeném italském autě. Obrovský dav se radoval za mávání italskými vlajkami. Varziho obdivovatelé ho doslova vytáhli z auta a vyzvedli na ramena. Toto těžce vybojované vítězství si plně zasloužil. S průměrem 78,023 km/h vylepšil Varzi rekord Diva z roku 1929 o více než 20 minut a překonal všechny dosavadní rekordy.
Poslední dokončený závod Alfy Romeo P2-30 se uskutečnil 28. září 1930 na 1. ročníku závodu na Masarykově okruhu v Brně. Tento závod zahájil slavnou éru automobilových závodů na Masarykově okruhu v letech 1930–1937, které vždy pořádal Československý automobilový klub pro Moravu a Slezsko (ČAMS). Přestože počasí závodům příliš nepřálo, přišlo k trati v zamračené neděli na konci září přes 80 000 diváků, jiné zdroje odhadují počet na 100 000. Tazio Nuvolari startující za stáj Scuderia Ferrari (st. 32) měl se svým P2 smůlu, když musel vzdát po 5. kole (ze 17), ale později převzal auto od Baconina Borzacchiniho (st. č. 34) a s ním dojel na čestném třetím místě. I vozem Borzacchiniho měl Nuvolari potíže. V posledním kole ho předjel Heinrich-Joachim von Morgen a v závodě zvítězil. Nuvolari s velkým zpožděním dojel jako třetí, protože v době, kdy byl očekáván u cíle jako vítěz závodu, „visel“ na trati 10 km před cílem (za Ostrovačicemi) s přehřátým motorem bez vody. Než se mu podařilo opatřit a doplnit vodu, předjeli ho von Morgen a Burggaller.
V tomto roce vyhrál Tazio Nuvorali s P2-30 tři závody do vrchu, z nichž jeden byl součástí nově založeného mistrovství Evropy v závodech do vrchu (29. června, Cuneo-Colle della Maddalena, 66,5 km). Prvním mistrem Evropy se stal v kategorii závodních automobilů „král vrchů“ Hans Stuck.
Tak se uzavřela úspěšná dráha závodního automobilu Alfa Romeo P2. P2 byl nahrazen modely 8C 2300 Monza, poté Tipo A a především Tipo B/P3, který byl představen v roce 1932.

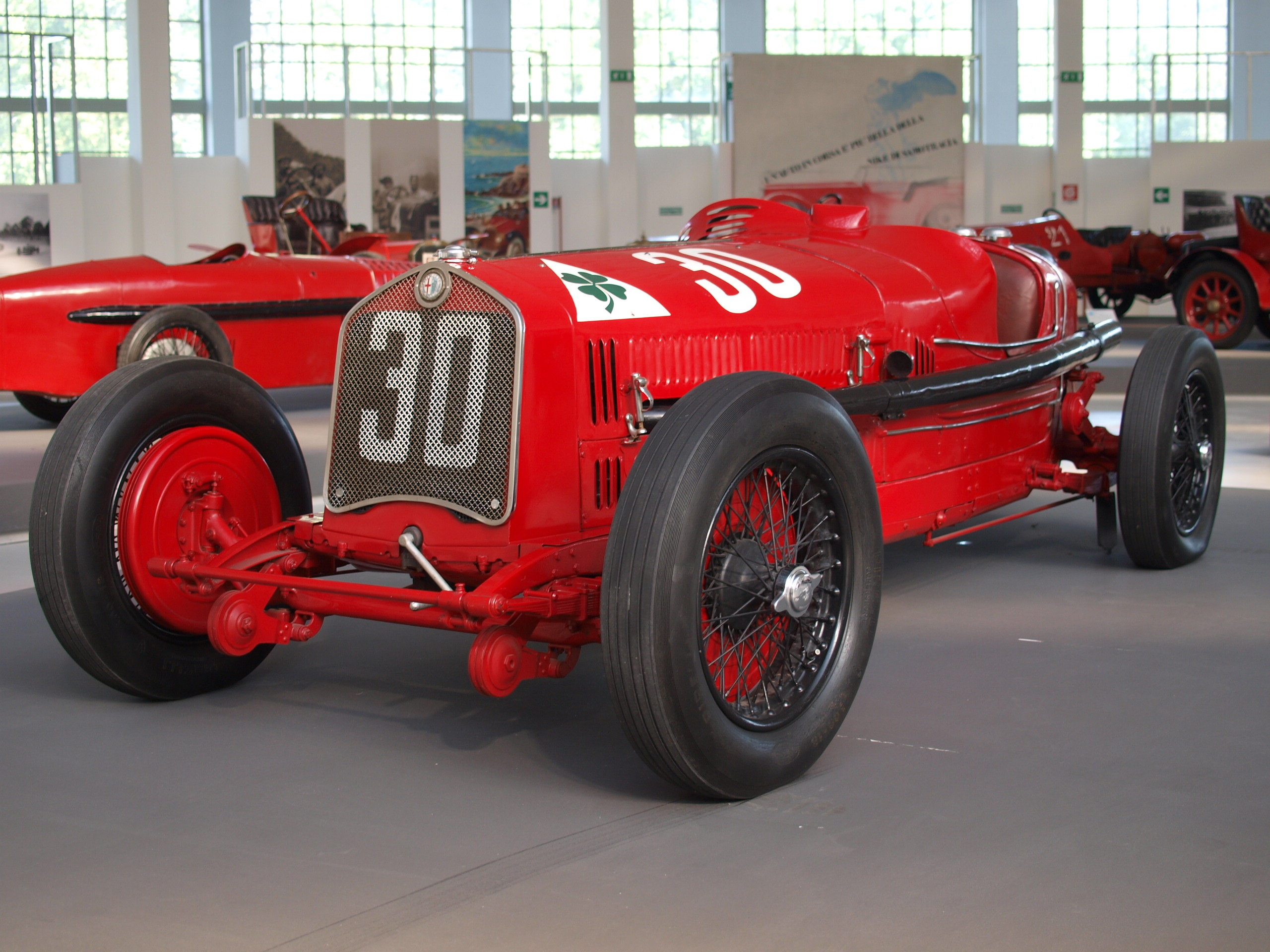
Vůz Alfa Romeo P2-30, na kterém Achille Varzi vyhrál Targa Florio (1930)

## Vítězné závody Alfa Romeo P2
Od roku 1924 do roku 1930 P2 zvítězila ve 15 Grand Prix včetně Targa Florio. 
- Cremona (1924 Ascari, 1929 Varzi)

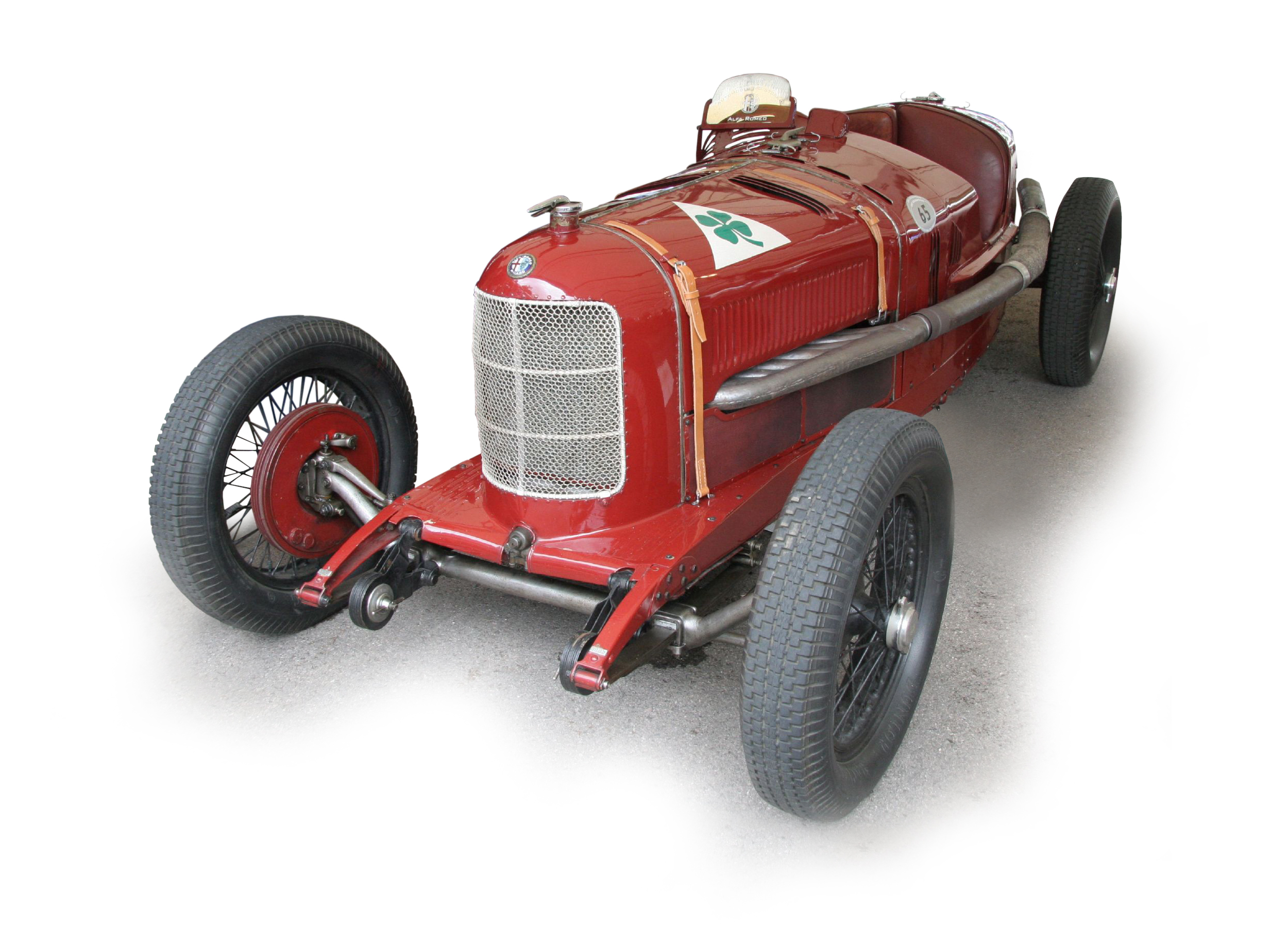
Alfa Romeo P2

- Grand Prix Evropy (Lyon 1924 Campari, Spa-Francorchamps 1925 Ascari)
- Grand Prix Itálie (1924 Ascari, 1925 Brilli-Peri)
- Grand Prix Pescary - Coppa Acerbo (1927 Campari, 1928 Campari)
- Grand Prix Říma (1929 Varzi)
- Coppa Ciano (1929 Varzi)
- Grand Prix Monzy (1929 Varzi)
- Grand Prix Tunisu (1929 Brilli-Peri)
- Grand Prix Alessandrie - Coppa Pietro Bordino (1929 a 1930 Varzi)
- Targa Florio (1930 Varzi)

A také v 6 závodech do vrchu
- Monte Cenini u Lugana, Klausen Pass (1926 Kessler)
- Susa-Moncenisio (1928 Campari)
- Terst-Opicina, Cuneo-Colle della Maddalena, Vittirio Veneto-Cansiglio (1930 Nuvolari)

## Dochované exempláře
Dochovaly se pouze 2 ze 6 původních modelů. Jeden kus (model 1930) odpočívá v automobilovém museu v Turíně (Museo dell'automobile di Torino) a druhý se nachází v museu Alfy Romeo v Arese (Museo Storico Alfa Romeo). Ten je v plně pojízdném stavu a Alfa Romeo jej při různých příležitostech předvádí v plné akci natěšeným divákům, naposledy např. na Festivalu rychlosti v anglickém Goodwoodu v roce 2010 (Goodwood Festival of Speed ).